# Metro v Krasnojarsku

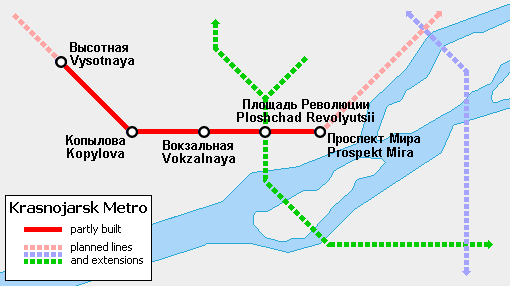
Krasnojarské metro po dokončení prvního a druhého úseku

Metro v Krasnojarsku se začalo budovat 17. října 1995. Jeho výstavba se několikrát zastavila a datum zprovoznění prvního úseku se neustále posouvalo. Firma, která na stavbě pracovala (OAO Bamtonnělstroj), počítala s rokem 2009.
Nejprve se stavělo celkem 3 roky, vybudovalo se však pouze 500 m trati první linky. Roku 1998 se totiž objevily první problémy s financováním, město zastavilo nezbytný přísun peněz. O rok později se situace rychle zdramatizovala, když ředitel společnosti Krasnojarskmetrostroj (rusky Красноярскметрострой, pozdější OAO Bamtonnělstroj rusky Бамтоннельстрой) pohrozil možnou ekologickou katastrofou.
Nakonec roku 2004 město zařídilo půjčku. V této době byl již rozpracován úsek mezi stanicemi Vysotnaja (rusky Высотная) a Kopylova (rusky Копылова). O rok později zajistila federální vláda finanční prostředky ve výši 144 milionů rublů, roku 2006 dokonce 230,2 mil. rublů. Mohlo se tak začít budovat tunely ještě dále na východ, až ke stanici Vokzalnaja.
První úsek tak má mít nyní jen tři stanice (Vysotnaja, Kopylova a Vokzalnaja; další dvě – Prospekt Revoljuciji a Prospekt Mira – měly být tedy vybudovány později, roku 2014) a depo. Provoz po celém 5,2 km dlouhém úseku bude však pouze kyvadlově v jedné koleji.
Na začátku roku 2015 guvernér Krasnojarského kraje V. A. Tolokonskij nařídil stavbu z důvodů velkých nákladů pozastavit do roku 2020 a zaměřit se na výstavbu povrchových zařízení.